# Central-Halle (Leipzig)

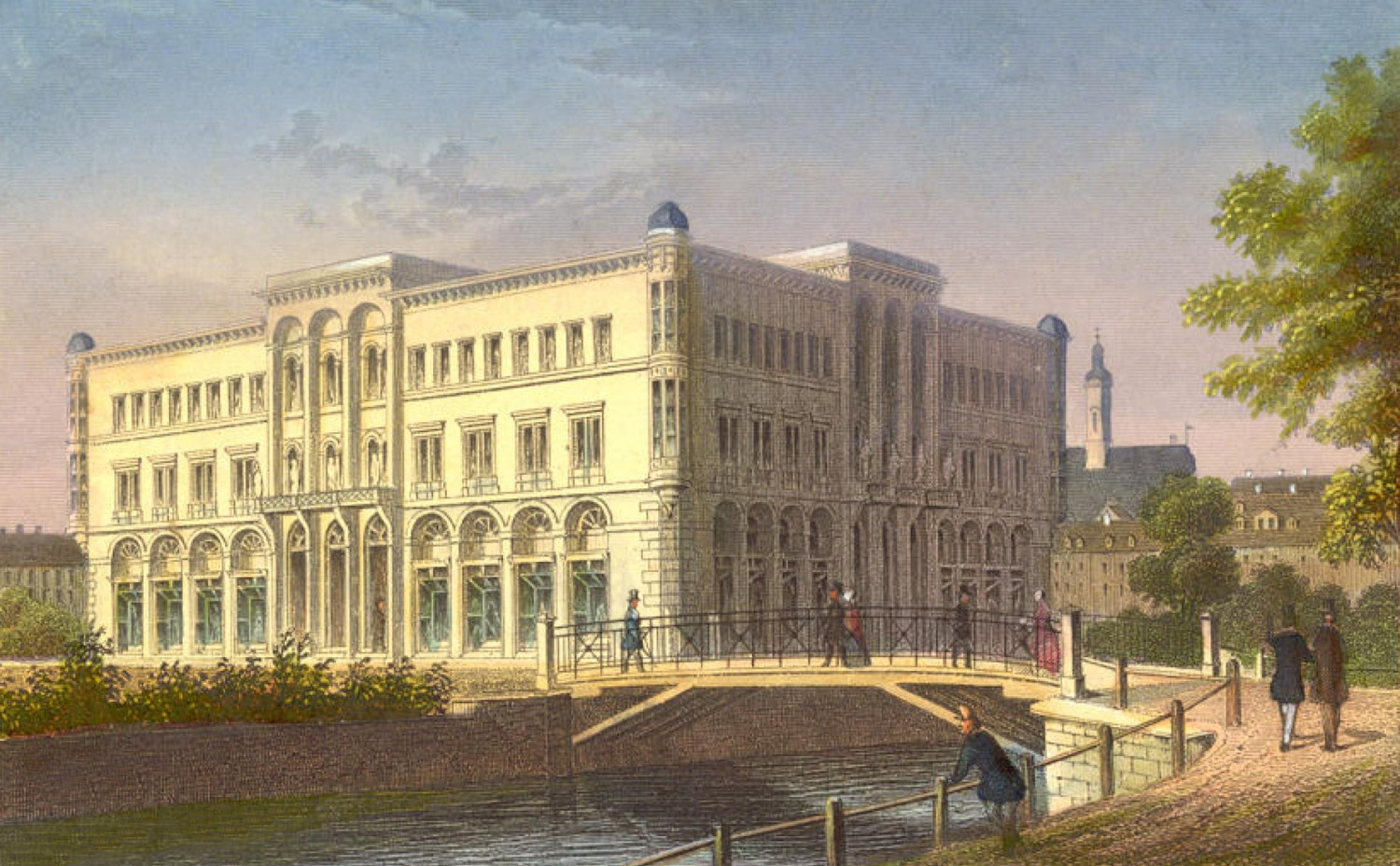
Die Central-Halle in Leipzig um 1850

Die Central-Halle war ein Ausstellungs- und Veranstaltungsgebäude in Leipzig, das von 1849 bis 1898 bestand.

## Lage

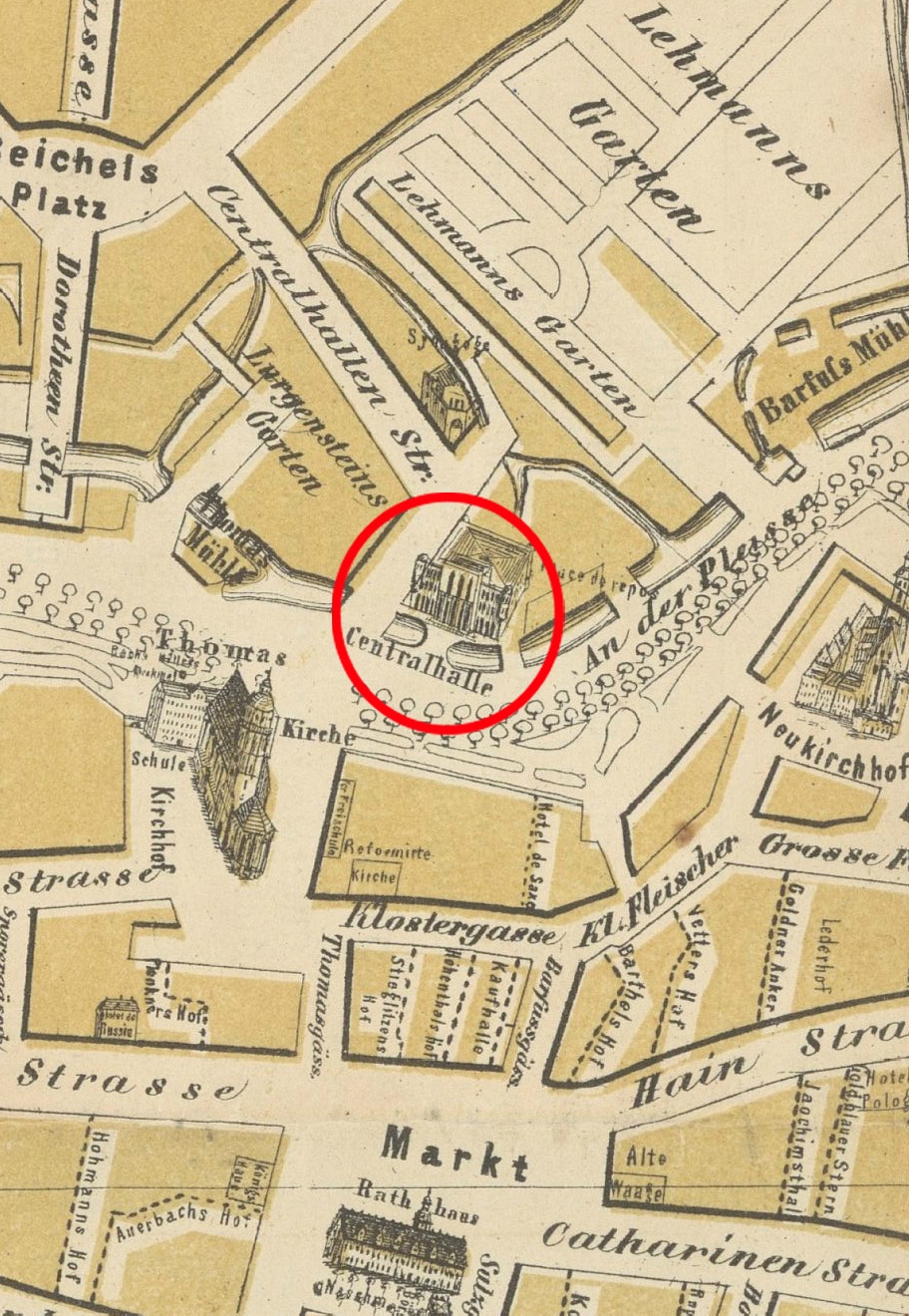
Die Central-Halle auf einem Plan von 1858

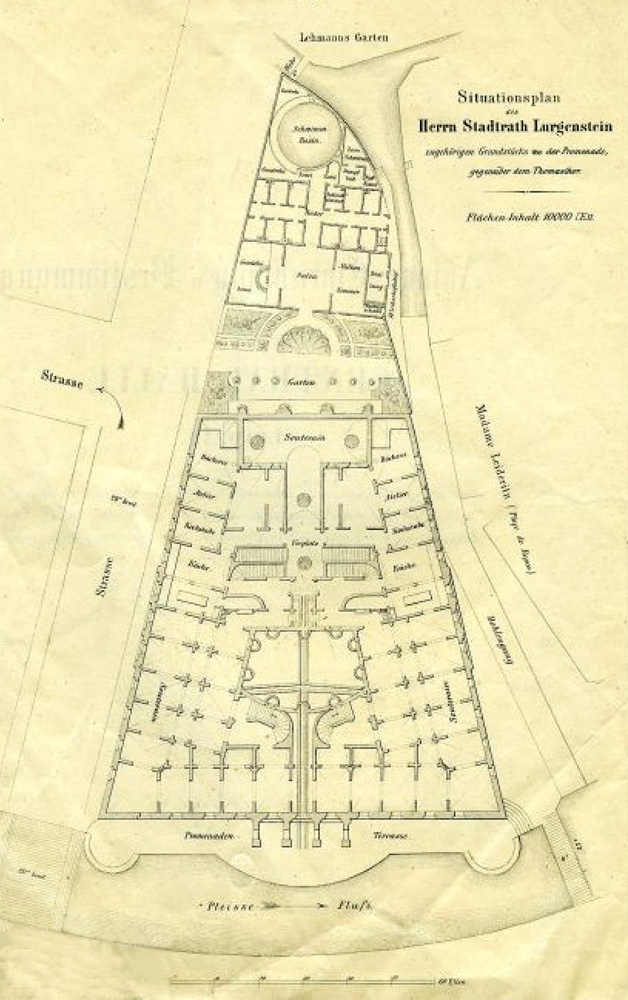
Lageplan und Souterrainaufteilung

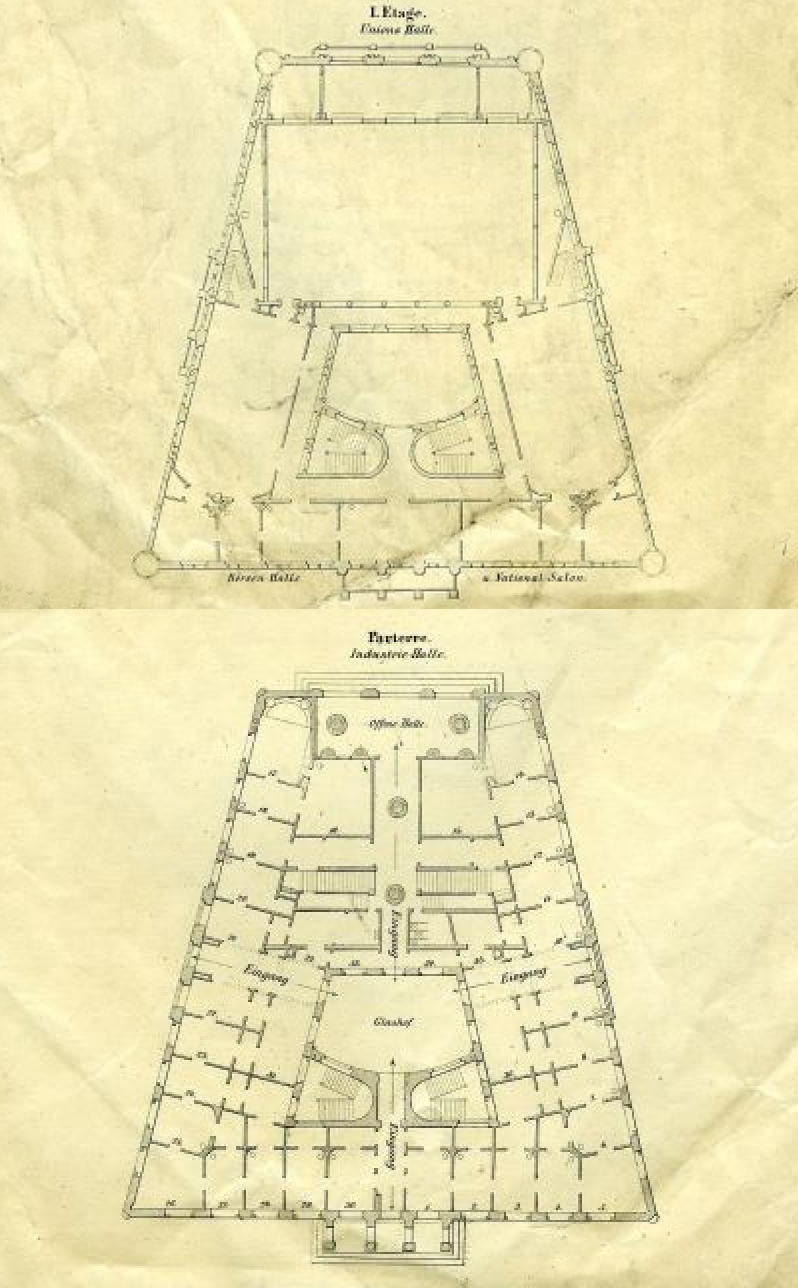
Plan Erdgeschoss und erste Etage

Die Central-Halle befand sich an der nördlichen Seite der Einmündung der Centralhallenstraße (dieser Teil der Straße gehört heute zur Gottschedstraße) in die Promenade An der Pleiße (heute Dittrichring). Sie stand direkt an dem an dieser Stelle damals noch offenen Pleißemühlgraben schräg gegenüber der Thomaskirche. Heute befindet sich hier in einem zur DDR-Zeit für ein Rechenzentrum errichteten Gebäude der Tanz-Club Twenty One.

## Geschichte
Bereits 1832 hatte der Leipziger Kammfabrikant und Stadtrat Wenzel Anton Lurgenstein den gegenüber der Thomaskirche zwischen dem Diebesgraben, Lehmanns Garten, dem Place de repos und dem Pleißemühlgraben gelegenen Jöcher'schen Garten erworben. In seinem nördlichen Teil ließ er, nachdem das Gelände durch die Anlage der Centralstraße erschlossen war, 1848/1849 durch den Architekten Eduard Pötzsch einen mehrgeschossigen Bau errichten, der Ausstellungen und Veranstaltungen dienen sollte. Am 17. Dezember 1849 wurde die Central-Halle mit einem Weihnachtsbasar eröffnet.
Schon 1850 folgte mit der deutschen Industrie-Ausstellung das erste Großereignis. Von Ostern an demonstrierten 1440 Unternehmen aus ganz Deutschland sechs Wochen lang ihre Leistungsfähigkeit. Zahlreiche Ausstellungen aus den Gebieten der Industrie, Kunst und Literatur folgten.
Viele Vereine führten in der Central-Halle ihre Versammlungen durch und organisierten in den Räumen Vorträge. Auch städtische Veranstaltungen fanden statt. Die Säle wurden zu Festveranstaltungen, Konzerten und Bällen genutzt. So fand zum Beispiel anlässlich des 50. Jahrestags der Völkerschlacht 1863 ein großes Festessen statt. Auch die berühmte Koloratursopranistin Marcella Sembrich trat in der Central-Halle auf. Legendär war auch der 1851 unter dem Motto „Kampf des Bacchus und Gambrinus“ durchgeführte Maskenball.
Von 1859 bis 1866 wohnte Ferdinand Rhode im Gebäude der Central-Halle, und von 1871 bis 1872 betrieb Willmar Schwabe hier seine Homöopathische Centralofficin.
Im April 1898 wurde die Central-Halle im Zuge der Überwölbung des Pleißemühlgrabens für die Verbreiterung des Promenadenrings abgerissen. Der Nachfolgebau war das nicht erhaltene Wohn- und Geschäftshaus Thomasring 13, das wegen seiner Dachfiguren im Volksmund auch „Trompeterschlösschen“ genannt wurde. Die ebenfalls überlieferte Bezeichnung „Commandantur“ könnte sich darauf beziehen, dass in der Wohnung im 1. Obergeschoss einige Jahre der populäre General Heinrich Leo von Treitschke wohnte, von 1899 bis 1904 kommandierender General des XIX. Armee-Korps und bei seinem Ausscheiden aus diesem Amt mit der Ehrenbürgerwürde der Stadt Leipzig ausgezeichnet.

## Das Bauwerk
Das Bauwerk erhob sich über einem trapezförmigen Grundriss. Dessen Grundseite entlang des Pleißemühlgrabens und die Seitenfronten, jeweils mit einem säulengeschmückten Mittelstück, hatten eine Länge von etwa 41 Metern und die Schmalseite eine von 21 Metern. Die Höhe betrug 23 Meter. An der Schmalseite schloss sich ein Garten an, in dem auch temporäre Bauten errichtet werden konnten, wie z. B. der Maschinenpavillon zur Industrieausstellung. Das Haus war gegliedert in Untergeschoss (Souterrain), Erdgeschoss, Zwischengeschoss (Entresol) und zwei Obergeschosse. Von der ersten Etage an wurde es von kleinen Ecktürmchen geziert. Die Eingänge im Erdgeschoss führten in einen sogenannten Glashof, über den die nach innen liegenden Räume erhellt wurden.
Neben einigen Sälen in den oberen Etagen waren die Räume kleinteilig angelegt. Im Planentwurf heißt es:
„Sollte aber die Unternehmung nach dem vorliegenden Plan nur theilweise od. gar nicht zur Ausführung kommen, so sind sämmtliche Lokalitäten schon von Grundbau aus so berechnet und angelegt, daß stets in allen Etagen leicht und bequem höchst angenehme Familienwohnungen eingerichtet werden können.“
Der größte Saal war die Unionshalle. Sie maß 32 Meter mal 26 Meter und erhob sich über zwei Etagen. Sie hatte eine Empore und eine großflächige Fensterfront mit einer vorgelagerten Säulenreihe. In der Decke waren karreeförmige Oberlichtfenster angeordnet. Weitere Säle waren der Blaue Saal und der Kaisersaal.
Im Erdgeschoss fanden sich auch Versorgungseinrichtungen, so zum Beispiel eine Blumen- und Fruchthalle, eine Konditorei, eine Bierhalle und eine Milch- und Molkekuranstalt.

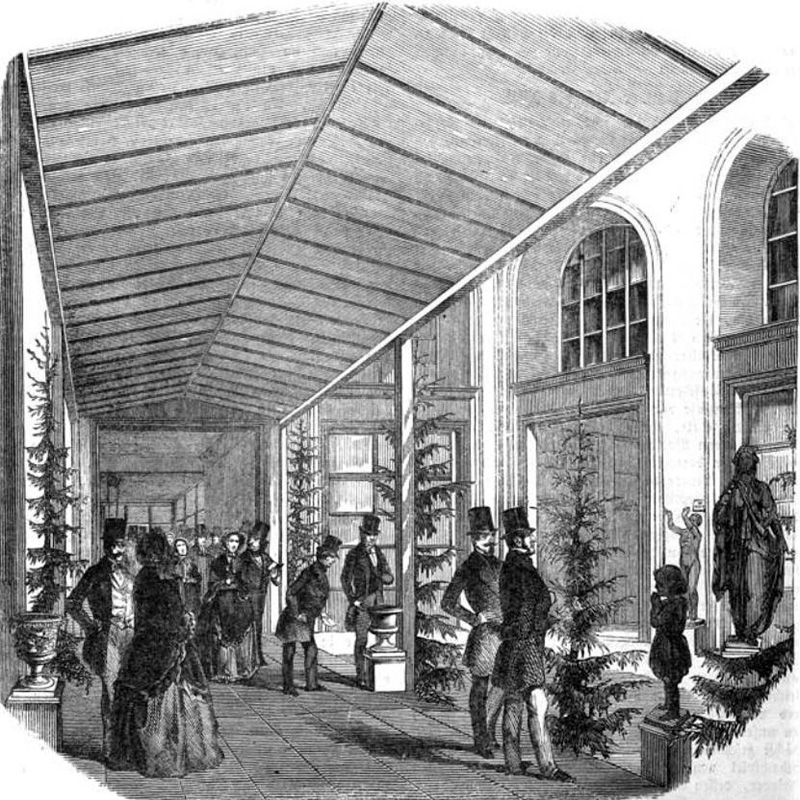
Der Glashof
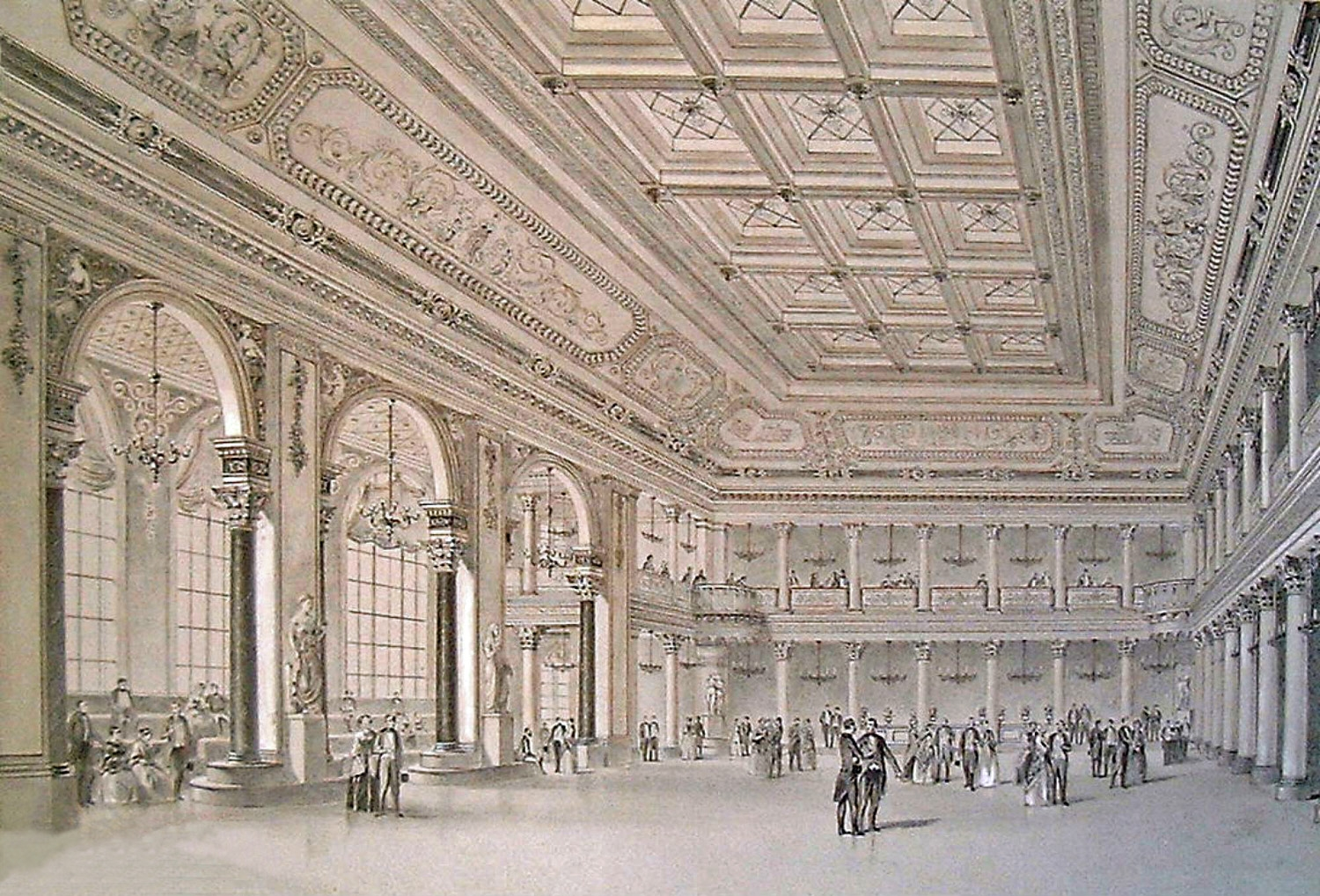
Die Unionshalle
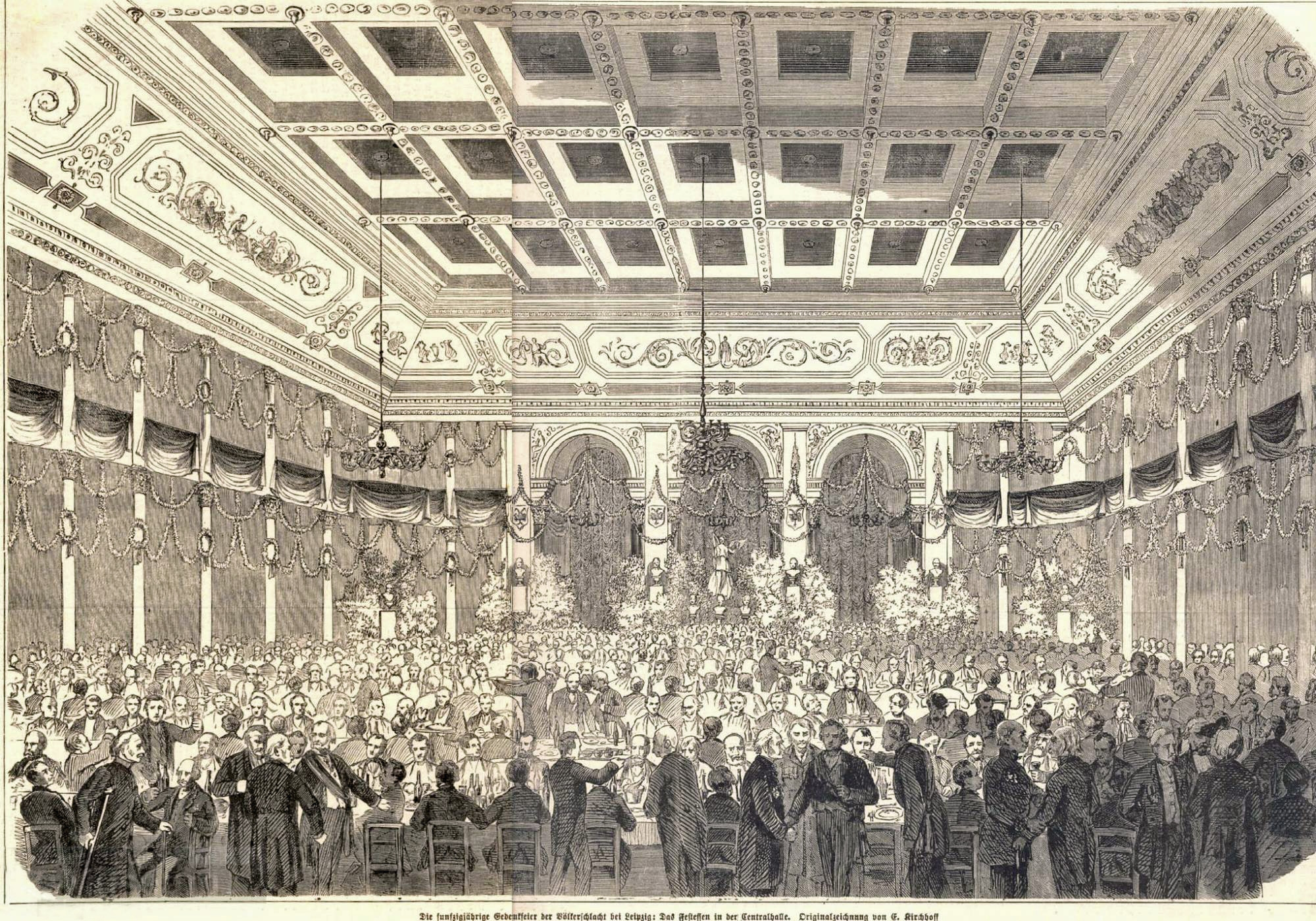
Festessen zur 50-Jahrfeier der Völkerschlacht
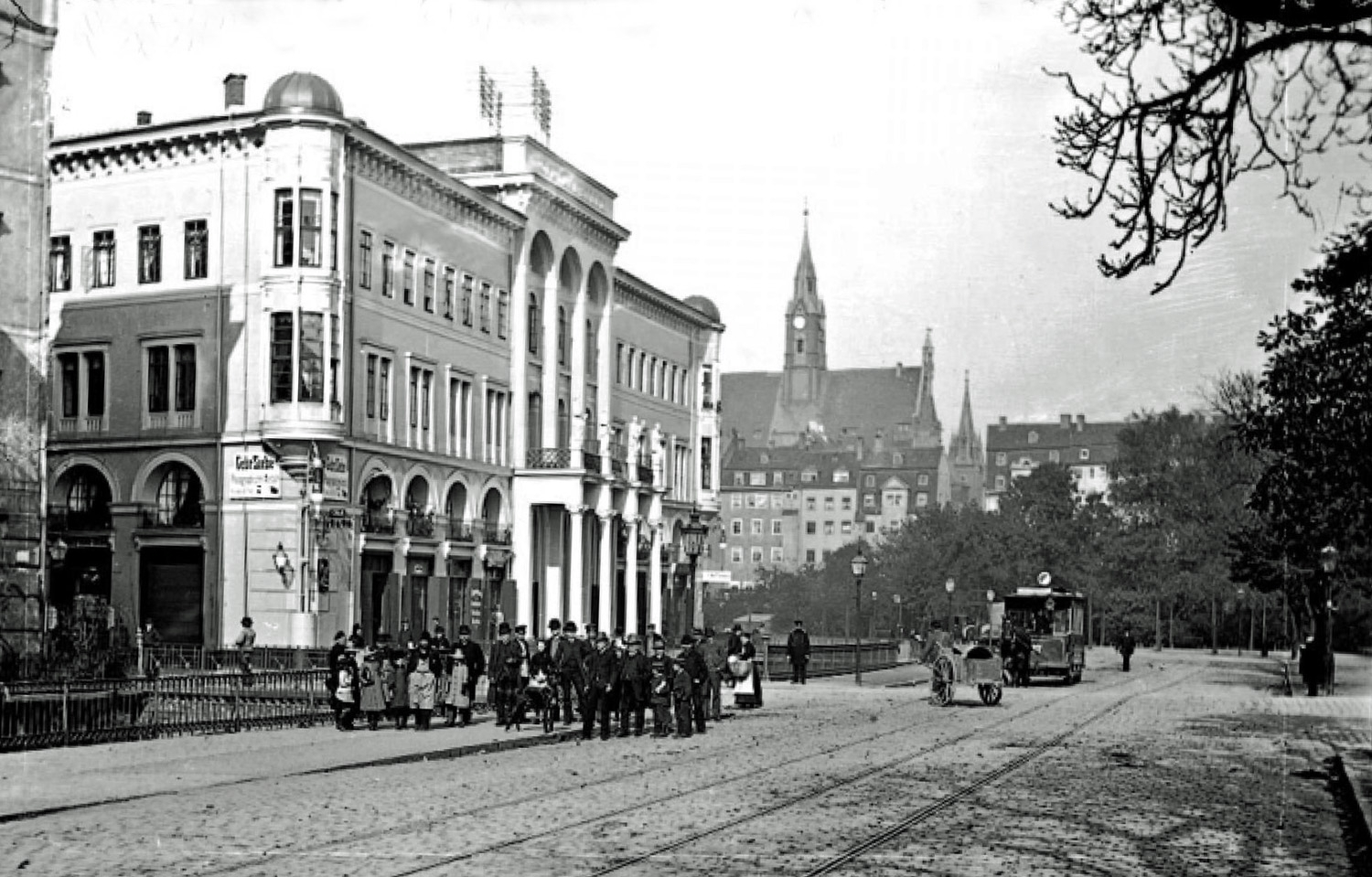
Die Central-Halle um 1890
Der Nachfolgebau: Die Commandantur